# Mesosmittia acutistylus
Mesosmittia acutistylus är en tvåvingeart som beskrevs av Ole Anton Saether 1985. Mesosmittia acutistylus ingår i släktet Mesosmittia och familjen fjädermyggor.
Artens utbredningsområde är New Mexico. Inga underarter finns listade i Catalogue of Life.